# Courtaman
Courtaman est une localité et une ancienne commune suisse du canton de Fribourg, située dans le district du Lac.

## Histoire
Des statuettes romaines en bronze, dont une Vénus ont été découvertes lors de fouilles en 1873. En 1363, les comtes de Thierstein possèdent des dîmes à Courtaman, alors fief de Pierre de Pont. Dès 1418, Fribourg exerce sa suzeraineté sur l'ancienne commune, rattachée aux Anciennes Terres (bannière de l'Hôpital), inclus dans le district de Fribourg de 1798 à 1830, puis dans le district allemand du Lac. Courtaman fait partie de la paroisse catholique de Barberêche. La chapelle Notre-Dame, restaurée en 1657 fut détruite en 1963. Les protestants dépendent de la paroisse de Cordast. La forte croissance démographique est due à l'implantation de Micarna SA (Migros) à Courtepin en 1960. Une fabrique de matériaux de fixations de construction y est implantée depuis 1975. Le Foyer Saint-Joseph, centre de formation professionnelle pour handicapés, a été ouvert en 1956.
En 2003, Courtaman a fusionné avec sa voisine de Courtepin.

## Toponymie
1309 : Cortemant

## Démographie
Courtaman est une localité bilingue (44% all., 55% franç. en 2000).
Courtaman comptait 66 habitants en 1811, 129 en 1850, 156 en 1900, 252 en 1930, 221 en 1950, 1054 en 2000.